# Born This Way (píseň)
„Born This Way“ je píseň americké popové zpěvačky-skladatelky Lady Gaga. Píseň se nachází na jejím třetím studiovém albu Born This Way. Skladbu napsala Lady Gaga sama a produkovala ji společně s producenty Fernando Garibayem a DJ White Shadowem. Poprvé tuto skladbu zazpívala na Grammy 2011, odkud si odnesla tři gramofonky.

## Hudební příčky
| Období (2011)          | Max. příčka |
| ---------------------- | ----------- |
| Austrálie              | 1           |
| Rakousko               | 1           |
| Kanada                 | 1           |
| Francie                | 2           |
| Německo                | 1           |
| Irsko                  | 1           |
| Nový Zéland            | 1           |
| Švýcarsko              | 1           |
| Velká Británie         | 3           |
| U.S. Billboard Hot 100 | 1           |

| Black and Yellow" od Wiz Khalifa | USA #1 hity 26. února ~ 8. dubna 2011 | "E.T." od Katy Perry featuring Kanye West |